# Resistor
Um resistor (português brasileiro) ou uma resistência (português europeu) é um dispositivo elétrico muito utilizado em eletrônica, ora com a finalidade de transformar energia elétrica em energia térmica por meio do efeito joule, ora com a finalidade de limitar a corrente elétrica em um circuito.
Resistores são componentes que têm por finalidade oferecer uma oposição à passagem de corrente elétrica, através de seu material. A essa oposição damos o nome de resistência elétrica ou impedância, que possui como unidade o ohm. Causam uma queda de tensão em alguma parte de um circuito elétrico, porém jamais causam quedas de corrente elétrica, apesar de limitar a corrente. Isso significa que a corrente elétrica que entra em um terminal do resistor será exatamente a mesma que sai pelo outro terminal, porém há uma queda de tensão. Utilizando-se disso, é possível usar os resistores para controlar a corrente elétrica sobre os componentes desejados.
Os resistores podem ser fixos ou variáveis. Neste último caso, são chamados de potenciômetros ou reóstatos. O valor nominal é alterado ao girar um eixo ou deslizar uma alavanca. Um resistor ideal é um componente com uma resistência elétrica que permanece constante independentemente da tensão ou corrente elétrica que circula pelo dispositivo. O valor de um resistor de carbono pode ser facilmente identificado de acordo com as cores que apresenta na cápsula que envolve o material resistivo, ou então usando um ohmímetro. 
Alguns resistores são longos e finos, com o material resistivo colocado ao centro, e um terminal de metal ligado em cada extremidade. Este tipo de encapsulamento é chamado de encapsulamento axial. A fotografia a direita  mostra os resistores em uma tira  geralmente usados para a pré-formatação dos terminais. Resistores usados em computadores e outros dispositivos são tipicamente muito menores, freqüentemente são utilizadas tecnologia de montagem superficial (Surface-mount technology), ou SMT, esse tipo de resistor não tem "perna" de metal (terminal). Resistores de maiores potências são produzidos mais robustos para dissipar calor de maneira mais eficiente, mas eles seguem basicamente a mesma estrutura.

## Resistência e resistividade

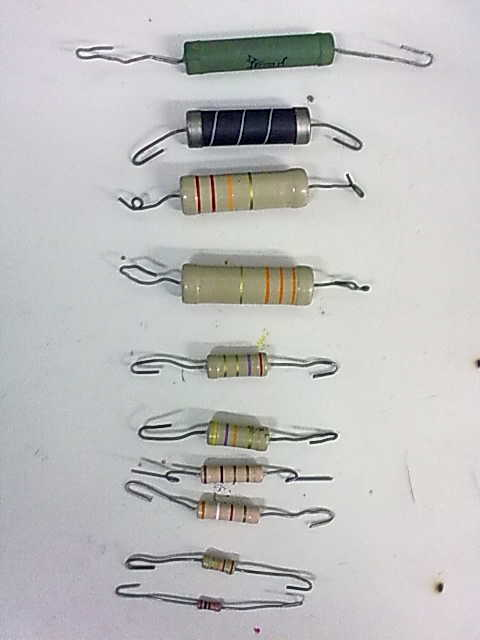
Diferentes exemplos de resistores

Os resistores são utilizados como parte de um circuito eléctrico e incorporados dentro de dispositivos microelectrónicos ou semicondutores. A medição crítica de um resistor é a resistência, que serve como relação de tensão para corrente é medida em ohm, uma unidade SI. Um componente tem uma resistência de 1 ohm se uma tensão de 1 volt no componente fizer com que percorra, pelo mesmo, uma corrente com a intensidade de 1 ampère, o que é equivalente à circulação de 1 coulomb de carga elétrica, aproximadamente 6.241506 x 1018 elétrons por segundo.
Qualquer objeto físico, de qualquer material é um tipo de resistor. A maioria dos metais são materiais condutores, e oferecem baixa resistência ao fluxo de corrente elétrica. O corpo humano, um pedaço de plástico, ou mesmo o vácuo têm uma resistência que pode ser mensurada. Materiais que possuem resistência muito alta são chamados isolantes ou dielétricos. 
A relação entre tensão, corrente e resistência, através de um objeto é dada por uma simples equação, Lei de Ohm:
{\displaystyle R={\frac {V}{I}}}     ou   {\displaystyle R={\frac {U}{I}}}
Onde V (ou U ) é a diferença de potencial em volts, I é a corrente que circula através de um objeto em ampères, e R é a  resistência em ohms. Se V e I tiverem uma relação linear—isto é, R é constante—ao longo de uma gama de valores, o material do objeto é chamado de ôhmico. Um resistor ideal tem uma resistência fixa ao longo de todas as frequências e amplitudes de tensão e corrente.
Materiais supercondutores em temperaturas muito baixas têm resistência zero. Isolantes (tais como ar, diamante, ou outros materiais não-condutores) podem ter resistência extremamente alta (mas não infinita), mas falham e admitem que ocorra um grande fluxo de corrente sob tensões suficientemente altas.
A resistência de um componente pode ser calculada pelas suas características físicas. A resistência é proporcional ao comprimento do resistor e à resistividade do material (uma propriedade do material), e inversamente proporcional à área da secção transversal. A equação para determinar a resistência de uma seção do material é:
{\displaystyle R={\rho L \over A}} .
Nessa expressão {\displaystyle \mathbf {\rho } } é a resistividade do material, {\displaystyle \mathbf {L} } é o comprimento, e {\displaystyle \mathbf {A} } é a área da secção transversal. Isso pode ser estendido a uma integral para áreas mais complexas, mas essa fórmula simples é aplicável a fios cilíndricos e à maioria dos condutores comuns. Esse valor está sujeito a mudanças em altas freqüências devido ao efeito skin, que diminui a superfície disponível da área.
Resistores padrões são vendidos com capacidades variando desde uns poucos miliohms até cerca de um gigaohm; apenas uma série limitada de valores, chamados valores preferenciais, estão disponíveis. Na prática, o componente discreto vendido como "resistor" não é um resistor perfeito como definido acima. Resistores são freqüentemente marcados com sua tolerância (a variação máxima esperada da resistência marcada). Em resistores codificados com cores,  uma faixa mais cinza à direita demonstra uma tolerância de 10%, uma faixa dourada significa 5% de tolerância, uma faixa vermelha marca 2% e uma faixa marrom significa 1% de tolerância. Resistores com tolerância menores, também chamados de resistores de precisão, também estão disponíveis.
Um resistor tem uma d.d.p. e corrente máximas de trabalho, acima das quais a resistência pode mudar (drasticamente, em alguns casos) ou o resistor pode se danificar fisicamente (queimar, por exemplo). Embora alguns resistores tenham as taxas de d.d.p. e corrente especificadas, a maioria deles são taxados em função de sua potência máxima, que é determinada pelo tamanho físico. As taxas mais comuns para resistores de composição de carvão e filme de metal são 1/8 watt, 1/4 watt e 1/2 watt.
Resistores de filme de metal são mais estáveis que os de carvão quanto a mudanças de temperatura e a idade. Resistores maiores são capazes de dissipar mais calor por causa de sua área de superfície maior. Resistores dos tipos wire-wound e sand-filled são usados quando se necessita de taxas grandes de potência, como 20 Watts.
Além disso, todos os resistores reais também introduzem alguma indutância e capacitância, que mudam o comportamento dinâmico do resistor da equação ideal.

## Resistor variável

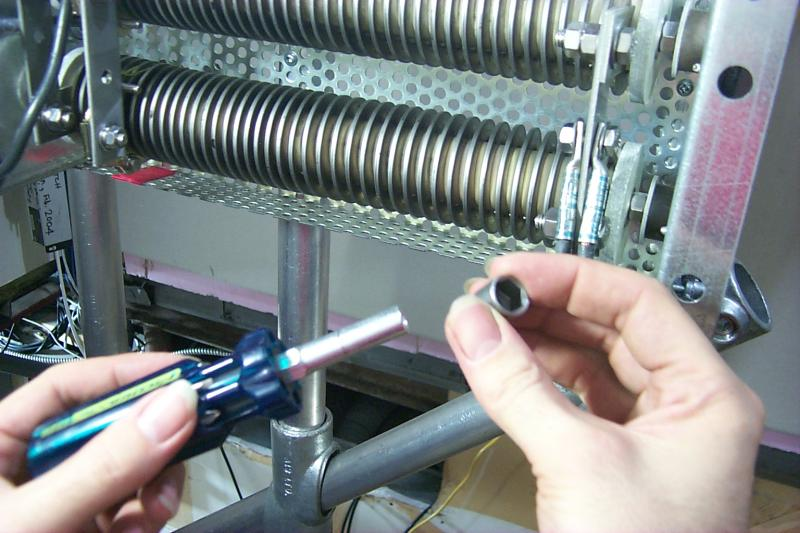
Alguns resistores variáveis ficam dentro de blocos que devem ser abertos de modo a ajustar o valor do resistor. Esse resistor variável de 5000 watts é usado para o freio dinâmico da turbina de vento de um gerador da Lakota (True North Power).

O resistor variável é um resistor cujos valores podem ser ajustados por um movimento mecânico, por exemplo, rodando manualmente.
Os resistores variáveis podem ser de volta simples ou de múltiplas voltas com um elemento helicoidal. Alguns têm um display mecânico para contar as voltas.
Reostato
É um resistor variável com dois terminais, sendo um fixo e o outro deslizante. Geralmente são utilizados com altas correntes.
Potenciômetro
É um tipo de resistor variável comum, sendo comumente utilizado para controlar o volume em amplificadores de áudio.
Metal Óxido Varistor ou M.O.V. / Varistores
É um tipo especial de resistor que tem dois valores de resistência muito diferentes, um valor muito alto em baixas voltagens (abaixo de uma voltagem específica), e outro valor baixo de resistência se submetido a altas voltagens (acima da voltagem específica do varistor). Ele é usado geralmente para proteção contra curtos-circuitos em extensões ou pára-raios usados nos postes de ruas, ou como "trava" em circuitos eletromotores.
Termistores
São resistências que variam o seu valor de acordo com a temperatura a que estão submetidas. A relação geralmente é directa, porque os metais usados têm uma coeficiente de temperatura positivo, ou seja se a temperatura sobe, a resistência também sobe. Os metais mais usado são a platina, daí as desisgnação Pt100 e Pt1000(100 porque à temperatura 0 °C, têm uma resistência de 100ohm, 1000 porque à temperatura 0 °C, têm uma resistência de 1000ohm) e o Níquel (Ni100).
Os termistores PTC e NTC são um caso particular, visto que em vez de metais usam semicondutores, por isso alguns autores não os consideram resistores.
- PTC - Positive Temperature Coefficient

É um resistor dependente de temperatura com coeficiente de temperatura positivo. Quando a temperatura se eleva, a resistência do PTC aumenta. PTCs são freqüentemente encontrados em televisores, em série com a bobina desmagnetizadora, onde são usados para prover uma curta rajada de corrente na bobina quando o aparelho é ligado.
Uma versão especializada de PTC é o  polyswitch que age como um fusível auto-rearmável.
- NTC - Negative Temperature Coefficient

Também é um resistor dependente da temperatura, mas com coeficiente negativo. Quando a temperatura sobe, sua resistência cai. NTC são freqüentemente usados em detectores simples de temperaturas, e instrumentos de medidas.
LDR (Light Dependent Resistor)
É uma resistência que varia, de acordo com a intensidade luminosa incidida. A relação geralmente é inversa, ou seja a resistência diminui com o aumento da intensidade luminosa. Muito usado em sensores de luminosidade ou crespusculares.

## Código de cores

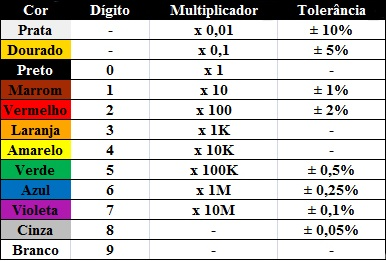
Tabela de cores de um resistor.

Por seu tamanho muito reduzido, é inviável imprimir nos resistores as suas respectivas resistências. Optou-se então pelo código de cores, que consiste em faixas coloridas indicadas como a, b, c e % de tolerância, no corpo do resistor. As primeiras três faixas servem para indicar o valor nominal e a última faixa, a porcentagem na qual a resistência pode variar, conforme a seguinte equação:
{\displaystyle R=(10a+b)\cdot 10^{c}} ± % da tolerância
Na potência c, são permitidos valores somente até {\displaystyle 7}, o dourado passa a valer {\displaystyle -1} e o prateado {\displaystyle -2}.
| Cor   | Preto | Castanho | Vermelho | Laranja | Amarelo | Verde | Azul | Violeta | Cinza | Branco |
| Valor | 0     | 1        | 2        | 3       | 4       | 5     | 6    | 7       | 8     | 9      |
| ----- | ----- | -------- | -------- | ------- | ------- | ----- | ---- | ------- | ----- | ------ |

| Cor   | Castanho | Dourado | Prata | Sem cor |
| Valor | ±1%      | ±5%     | ±10%  | ±20%    |
| ----- | -------- | ------- | ----- | ------- |

## Especificação técnica de resistores
As especificações técnicas de um resistor são:
- Características fundamentais
  - Valor nominal da resistência [Ohm]
  - Potência de dissipação nominal [W]
- Características secundárias
  - Tolerância [%] (indica a diferença máxima em percentagem de variação do valor da resistência)
  - Coeficiente de temperatura
  - Coeficiente de tensão
  - Tensão máxima nominal [V]
  - Tensão de ruído
  - Diagrama de potência-temperatura
  - Característica resistência-frequência

Potência de dissipação nominal [W]* Tolerância [%] (indica a diferença máxima (+/-) entre o valor nominal e o valor real da resistência)
Os três primeiros são sempre indicados.
A sucessão de valores nominais de resistência alta se ajusta a uma progressão geométrica:
{\displaystyle N=10^{\left({\frac {n-1}{k}}\right)}}
onde {\displaystyle N\,} é o valor nominal da resistência na posição {\displaystyle n\,} e {\displaystyle k\,} é um coeficiente relacionado com a tolerância:
| Tolerância [%] | k   | Nome da Série |
| 20             | 6   | E6            |
| 10             | 12  | E12           |
| 5              | 24  | E24           |
| 2              | 48  | E48           |
| 1              | 96  | E96           |
| 0.5            | 192 | E192          |
| 0.25           | 192 | E192          |
| 0.1            | 192 | E192          |

## Valores padrão
Nas tabelas a seguir são mostrados os valores normalizados entre 1 e 10. Os outros valores padronizados podem ser obtidos multiplicando esses valores por potências de 10.

### Séries E6, E12, E24 (resistores de 4 faixas)
| Série E6  | 1.0 |     |     |     | 1.5 |     |     |     | 2.2 |     |     |     | 3.3 |     |     |     | 4.7 |     |     |     | 6.8 |     |     |     |
| Série E12 | 1.0 |     | 1.2 |     | 1.5 |     | 1.8 |     | 2.2 |     | 2.7 |     | 3.3 |     | 3.9 |     | 4.7 |     | 5.6 |     | 6.8 |     | 8.2 |     |
| Série E24 | 1.0 | 1.1 | 1.2 | 1.3 | 1.5 | 1.6 | 1.8 | 2.0 | 2.2 | 2.4 | 2.7 | 3.0 | 3.3 | 3.6 | 3.9 | 4.3 | 4.7 | 5.1 | 5.6 | 6.2 | 6.8 | 7.5 | 8.2 | 9.1 |

### Séries E48, E96, E192 (resistores de 5 faixas)
| Série E48 | 1.00, 1.05, 1.10 ,1.15, 1.21, 1.27, 1.33, 1.40, 1.47, 1.54, 1.62, 1.69, 1.78, 1.87, 1.96, 2.05, 2.15, 2.26, 2.37, 2.49, 2.61, 2.74, 2.87, 3.01, 3.16, 3.32, 3.48, 3.65, 3.83, 4.02, 4.22, 4.42, 4.64, 4.87, 5.11, 5.36, 5.62, 5.90, 6.19, 6.49, 6.81, 7.15, 7.50, 7.87, 8.25, 8.66, 9.09, 9.53 |

| Série E96 | 1.00, 1.02, 1.05, 1.07, 1.10, 1.13, 1.15, 1.18, 1.21, 1.24, 1.27, 1.30, 1.33, 1.37, 1.40, 1.43, 1.47, 1.50, 1.54, 1.58, 1.62, 1.65, 1.69, 1.74, 1.78, 1.82, 1.87, 1.91, 1.96, 2.00, 2.05, 2.10, 2.15, 2.21, 2.26, 2.32, 2.37, 2.43, 2.49, 2.55, 2.61, 2.67, 2.74, 2.80, 2.87, 2.94, 3.01, 3.09, 3.16, 3.24, 3.32, 3.40, 3.48, 3.57, 3.65, 3.74, 3.83, 3.92, 4.02, 4.12, 4.22, 4.32, 4.42, 4.53, 4.64, 4.75, 4.87, 4.99, 5.11, 5.23, 5.36, 5.49, 5.62, 5.76, 5.90, 6.04, 6.19, 6.34, 6.49, 6.65, 6.81, 6.98, 7.15, 7.32, 7.50, 7.68, 7.87, 8.06, 8.25, 8.45, 8.66, 8.87, 9.09, 9.31, 9.53, 9.76 |

| Série E192 | 1.00, 1.01, 1.02, 1.04, 1.05, 1.06, 1.07, 1.09, 1.10, 1.11, 1.13, 1.14, 1.15, 1.17, 1.18, 1.20, 1.21, 1.23, 1.24, 1.26, 1.27, 1.29, 1.30, 1.32, 1.33, 1.35, 1.37, 1.38, 1.40, 1.42, 1.43, 1.45, 1.47, 1.49, 1.50, 1.52, 1.54, 1.56, 1.58, 1.60, 1.62, 1.64, 1.65, 1.67, 1.69, 1.72, 1.74, 1.76, 1.78, 1.80, 1.82, 1.84, 1.87, 1.89, 1.91, 1.93, 1.96, 1.98, 2.00, 2.03, 2.05, 2.08, 2.10, 2.13, 2.15, 2.18, 2.21, 2.23, 2.26, 2.29, 2.32, 2.34, 2.37, 2.40, 2.43, 2.46, 2.49, 2.52, 2.55, 2.58, 2.61, 2.64, 2.67, 2.71, 2.74, 2.77, 2.80, 2.84, 2.87, 2.91, 2.94, 2.98, 3.01, 3.05, 3.09, 3.12, 3.16, 3.20, 3.24, 3.28, 3.32, 3.36, 3.40, 3.44, 3.48, 3.52, 3.57, 3.61, 3.65, 3.70, 3.74, 3.79, 3.83, 3.88, 3.92, 3.97, 4.02, 4.07, 4.12, 4.17, 4.22, 4.27, 4.32, 4.37, 4.42, 4.48, 4.53, 4.59, 4.64, 4.70, 4.75, 4.81, 4.87, 4.93, 4.99, 5.05, 5.11, 5.17, 5.23, 5.30, 5.36, 5.42, 5.49, 5.56, 5.62, 5.69, 5.76, 5.83, 5.90, 5.97, 6.04, 6.12, 6.19, 6.26, 6.34, 6.42, 6.49, 6.57, 6.65, 6.73, 6.81, 6.90, 6.98, 7.06, 7.15, 7.23, 7.32, 7.41, 7.50, 7.59, 7.68, 7.77, 7.87, 7.96, 8.06, 8.16, 8.25, 8.35, 8.45, 8.56, 8.66, 8.76, 8.87, 8.98, 9.09, 9.19, 9.31, 9.42, 9.53, 9.65, 9.76, 9.88. |

## Associações entre resistores
Os resistores são combinados em quatro tipos de associação, sendo elas denominadas de série, paralelo, estrela e triângulo. Estes são diferenciados pela forma da ligação entre eles. Qualquer que seja o tipo da associação, esta sempre  resultará numa única resistência total, a qual é normalmente designada por resistência equivalente e sua forma abreviada de escrita é Req.
As associações entre resistores podem ser dos quatro tipos:
- Circuito em série
- Circuito em paralelo
- Circuito em estrela
- Circuito em triângulo